# 語言技術
语言技术是计算机程序或电子设备分析、生成文本（文字）和语音的過程，這一過程也是人們的研究對象。语言技术涉及语言学、计算机科学、计算语言学、自然语言处理等領域。